# Kiss My Lips
Albums de BoA
Who's Back?
(2014)
Singles
1. Who Are You
Sortie : 6 mai 2015
2. Kiss My Lips
Sortie : 12 mai 2015

Kiss My Lips est le huitième album studio coréen (17 au total) de l'auteur-compositeur-interprète et actrice sud-coréenne BoA. Il est sorti à l'état digital le 12 mai 2015 et physiquement le lendemain par SM Entertainment, et est distribué par KT Music. L'album se compose d'un total de douze chansons, dont le single pré-sorti "Who Are You" et le single principal éponyme. Cet album auto-produit célèbre le quinzième anniversaire des débuts de BoA et est son premier album studio coréen depuis Only One (2012).

## Singles

### "Who Are You"
Le single pré-sorti, "Who Are You", écrit par BoA elle-même, est un morceau electro dance-pop avec des sons de guitare et de basse. On y trouve un rap de Gaeko de Dynamic Duo. Les paroles expriment l'enthousiasme d'un homme et d'une femme avant de se rencontrer au cours d'un blind date,.
Le single est sorti le 6 mai 2015, accompagné de son vidéoclip. Le chanteur Sehun (du boys band EXO) et l'actrice Kim Hyun-ji jouent les rôles principaux. Le vidéoclip montre des lieux et des accessoires variés, ainsi que des images sensorielles mélangeant rêve et réalité grâce à des effets spéciaux.
"Who Are You" a atteint la troisième place du Gaon Singles Chart, et s'est vendu à plus de 466 000 exemplaires en Corée du Sud,.

### "Kiss My Lips"
La chanson "Kiss My Lips" est un morceau de pop minimale, avec des riffs de synthétiseur incorporés. Soulignant sa voix profonde, la voix de BoA renforce l'atmosphère rêveuse de ce single. Dans les paroles, elle incite son homologue à venir lui parler,.
Le single est sorti le 12 mai 2015, le même jour que l'album. Le vidéoclip a été réalisé par le frère aîné de la chanteuse, Kwon Soon-wook, qui a aussi réalisé le vidéoclip de "Who Are You",,,,.
"Kiss My Lips" s'est classé 18e dans le Gaon Singles Chart. Depuis sa sortie, la chanson s'est vendue à presque 128 000 exemplaires en Corée,.

## Sortie, promotion et critiques
Le 8 mai, la liste des pistes de l'album est révélée en ligne, et une vidéo teaser pour le single principal via la chaîne YouTube officielle de SM Entertainment paraît le lendemain,. Des publicités pour l'album sont diffusées du 11 au 17 mai. Le 12 mai, l'album entier sort, accompagné d'un vidéoclip pour la chanson principale.
Dès sa sortie, Kiss My Lips débute à la 5e place du Gaon Weekly Albums Chart. L'album est entré dans le Billboard's World Albums Chart le 30 mai 2015 à la 6e place.
BoA a commencé à promouvoir son album sur plusieurs émissions musicales, en commençant par le Music Bank (KBS) le 15 mai 2015. Elle a interprété son single principal et "Fox" dans le Music Bank, "Green Light" lors du Show! Music Core (MBC),, et "Smash" dans The Music Trend (SBS).
Dans You Hee-yeol's Sketchbook (KBS), BoA a interprété les deux singles principaux de l'album, ainsi que "Double Jack",, et ses tubes "My Name" et "No. 1". Elle a repris "Billie Jean" de Michael Jackson, et elle a déclaré qu'il était son modèle.
Les promotions se sont finies avec la performance de BoA à The Music Trend (SBS), diffusé le 31 mai 2015.

### Listes de fin d'année
| Publication | Classement                      | Année | Réf.   |
| ----------- | ------------------------------- | ----- | ------ |
| "IZM"       | Les 10 meilleurs albums de 2015 | 2015  | [ 36 ] |

## Liste des pistes
※ Les titres en gras sont les singles de l'album.
| CD/Téléchargement | CD/Téléchargement                      | CD/Téléchargement | CD/Téléchargement                                                 | CD/Téléchargement | CD/Téléchargement | CD/Téléchargement | CD/Téléchargement | CD/Téléchargement | CD/Téléchargement |
| No                | Titre                                  | Paroles           | Musique                                                           | Durée             |                   |                   |                   |                   |                   |
| ----------------- | -------------------------------------- | ----------------- | ----------------------------------------------------------------- | ----------------- | ----------------- | ----------------- | ----------------- | ----------------- | ----------------- |
| 1.                | Kiss My Lips                           | BoA               | BoA, Jonathan Yip, Jeremy Reeves, Ray Romulus, Ray McCullough     | 3:46              |                   |                   |                   |                   |                   |
| 2.                | Who Are You (ft. Gaeko de Dynamic Duo) | BoA, Gaeko        | BoA                                                               | 3:44              |                   |                   |                   |                   |                   |
| 3.                | Smash                                  | BoA               | BoA, Kim Tae-sung, Jake K, Andreas Öberg                          | 2:34              |                   |                   |                   |                   |                   |
| 4.                | Shattered                              | BoA               | BoA, The Underdogs, Mike Daley, Andrew Hey, Tiffany Fred          | 3:56              |                   |                   |                   |                   |                   |
| 5.                | Fox                                    | BoA               | BoA                                                               | 3:59              |                   |                   |                   |                   |                   |
| 6.                | Double Jack (ft. Eddy Kim)             | BoA               | BoA, ZigZag Note                                                  | 3:48              |                   |                   |                   |                   |                   |
| 7.                | Home                                   | BoA               | BoA, The Underdogs, Patrick "J. Que" Smith, Fred, Dewain Whitmore | 3:38              |                   |                   |                   |                   |                   |
| 8.                | Clockwork                              | BoA               | BoA                                                               | 3:56              |                   |                   |                   |                   |                   |
| 9.                | Love and Hate                          | BoA               | BoA, Kim Tae-sung, Oberg                                          | 4:03              |                   |                   |                   |                   |                   |
| 10.               | Green Light                            | BoA               | BoA                                                               | 4:01              |                   |                   |                   |                   |                   |
| 11.               | Hello                                  | BoA               | BoA                                                               | 4:22              |                   |                   |                   |                   |                   |
| 12.               | Blah                                   | BoA               | BoA                                                               | 3:39              |                   |                   |                   |                   |                   |
| 45:19             |                                        |                   |                                                                   |                   |                   |                   |                   |                   |                   |

Notes
- D'après le livret de l'album, le nom original de la piste 1 était "Soft Lips".

## Classements

### Album
| Classement (2015)                       | Meilleure position | Ventes                       |
| --------------------------------------- | ------------------ | ---------------------------- |
| Gaon Weekly Albums Chart                | 5                  | - COR: 12,595+ - JPN: 1,000+ |
| Gaon Monthly Albums Chart               | 8                  | - COR: 12,595+ - JPN: 1,000+ |
| Corée du Sud Gaon Year-End Albums Chart | 99                 | - COR: 12,595+ - JPN: 1,000+ |
| Oricon Weekly Albums Chart              | 147                | - COR: 12,595+ - JPN: 1,000+ |
| US Billboard World Albums Chart         | 6                  | - COR: 12,595+ - JPN: 1,000+ |

### Singles
Who Are You
| Classement (2015)           | Meilleure position | Ventes                                      |
| --------------------------- | ------------------ | ------------------------------------------- |
| Gaon Weekly Singles Chart   | 3                  | - COR: 466,047+ (téléchargements seulement) |
| Gaon Monthly Singles Chart  | 9                  | - COR: 466,047+ (téléchargements seulement) |
| Gaon Year-End Singles Chart | TBA                | - COR: 466,047+ (téléchargements seulement) |

Kiss My Lips
| Classement (2015)           | Meilleure position | Ventes                                      |
| --------------------------- | ------------------ | ------------------------------------------- |
| Gaon Weekly Singles Chart   | 18                 | - COR: 128,000+ (téléchargements seulement) |
| Gaon Monthly Singles Chart  | 50                 | - COR: 128,000+ (téléchargements seulement) |
| Gaon Year-End Singles Chart | TBA                | - COR: 128,000+ (téléchargements seulement) |

### Autres chansons classées
| Titre           | Meilleure position | Ventes (téléchargements seulement) |
| Titre           | COR Gaon           | Ventes (téléchargements seulement) |
| --------------- | ------------------ | ---------------------------------- |
| "Double Jack"   | 43                 | - COR: 24,209+                     |
| "Fox"           | 66                 | - COR: 18,000+                     |
| "Green Light"   | 71                 | - COR: 18,000+                     |
| "Love and Hate" | 80                 | - COR: 16,000+                     |
| "Smash"         | 82                 | - COR: 16,000+                     |
| "Blah"          | 83                 | - COR: 16,000+                     |
| "Home"          | 86                 | - COR: 15,000+                     |
| "Shattered"     | 87                 | - COR: 15,000+                     |
| "Hello"         | 92                 | - COR: 15,000+                     |
| "Clockwork"     | 97                 | - COR: 14,000+                     |

## Historique de sortie
| Région       | Date        | Format         | Label                      |
| ------------ | ----------- | -------------- | -------------------------- |
| Corée du Sud | 12 mai 2015 | Téléchargement | SM Entertainment, KT Music |
| Mondial      | 12 mai 2015 | Téléchargement | SM Entertainment           |
| Corée du Sud | 13 mai 2015 | CD             | SM Entertainment, KT Music |